# Puertecitos
Puertecitos es una delegación y localidad del municipio de San Felipe, Baja California. Está localizado 90 kilómetros al sur de San Felipe y a 240 kilómetros al sureste de la ciudad de Ensenada. 
Puertecitos es un sitio turístico para ambos vacacionistas y veteranos de los Estados Unidos. En la localidad principal de la delegación radican poco más de 100 personas donde la mayoría de los habitantes son estadounidenses y en toda el área de la delegación hay un total de 800 personas dispersas en un territorio de 230 kilómetros de largo.
Cuenta con 3 escuelas, una de preescolar, primaria y una telesecundaria, pertenecienes al Consejo Nacional de Fomento Educativo y al Sistema Educativo Estatal de Baja California.
La bahía Puertecitos, que fue colonizada permanentemente en 1949 por Rafael Orozco, se encuentra en la zona alta del Golfo de California. Hay más de 200 casas y casas móviles en Puertecitos, mayoritariamente en un cerro del cual se mira en lo alto el Golfo de California en el lado del este, y la bahía interior de Puertecitos en el lado del oeste.
Puertecitos recibe una media de dos pulgadas de llover un año, y tiene el mismo clima que San Felipe, Mexicali. 
Puertecitos es conocido principalmente por sus aguas termales y es por ello que es un atractivo turístico. En la zona principal de las aguas termales, se ubican pozas de agua sulfurosa que emergen de las rocas y llegan a temperaturas de 70 °C, donde el movimiento de la marea se encarga de enfriar el agua.
No hay ningún alojamiento de hotel y la gasolina no es siempre está disponible en la estación, por lo que es recomendable rellenar en San Felipe con anterioridad antes de conducir a Puertecitos. Hay muchos sitios diferentes para acampar. Bahia Cristina, el cual está localizado 6.4 kilómetros al sur , el cual además tiene un restaurante; Bahía Encantada, que aunque no tiene ningún restaurante si cuenta con agua corriente y una hermosa bahía con agua tranquila. 
Otros de los destinos dentro de la delegación son La Costilla, El Huefanito, Punta Burdeus y la bahía de San Luis Gonzága, todas al sur de la localidad principal.
El tiempo mejor para visitar Puertecitos es en la primavera o en otoño.
La pesca deportiva es una de las principales actividades de la delegación, así como las aguas termales localizadas en la orilla del mar.

## Geografía
La delegación tiene una superficie aproximada de 6 315 km². Después de la municipalización de San Quintín, Puertecitos se convirtió en la delegación más grande de Ensenada y la única salida al Mar de Cortés; sin embargo, con la municipalización de San Felipe, Ensenada quedó solamente conectado con el Océano Pacífico.
Al norte limita con el municipio de Mexicali; al noreste, este y sureste con el golfo de California; al sur con la delegación Bahía de Los Ángeles (próxima delegación de San Quintín); al suroeste con la delegación Punta Prieta (próximo territorio sanquintinense), al oeste con las delegaciones de San Quintín, El Rosario y El Mármol (próximos territorios de San Quintín); y al noroeste con la delegación de Punta Colonet.
| Noroeste: Punta Colonet                     | Norte: Municipio de Mexicali | Nordeste: golfo de California |
| Oeste: San Quintín / El Rosario / El Mármol |                              | Este: golfo de California     |
| Suroeste: Punta Prieta                      | Sur: Bahía de Los Ángeles    | Sureste: golfo de California  |